# Thrakergrab von Sweschtari
Das Thrakergrab von Sweschtari (bulgarisch Свещарска гробница) befindet sich 2,5 km südwestlich des Dorfes Sweschtari, 9 km nordwestlich von Isperich, 42 km nordöstlich von Rasgrad im Nordosten Bulgariens.
Das Grab aus dem 3. Jahrhundert v. Chr. wurde 1982 entdeckt. Besonders einzigartig sind die halb menschlichen, halb pflanzlichen Karyatiden. Es wird angenommen, dass es sich um die Grabstätte des getischen Königs Dromichaites handelt.
Das Thrakergrab von Sweschtari gehört seit 1985 zum UNESCO-Welterbe.
Das Grab steht frei auf einer Hügelkuppe, nur wenige Kilometer entfernt von der antiken Stadt Helis. Der Eingang ist nach Osten gerichtet. Das Grab ist aus massiven, behauenen Steinquadern zusammengefügt. Vereinzelt wurden eiserne Bauklammern eingesetzt. Jede der drei Kammern hat ein eigenes Tonnengewölbe. Es gibt eine Grabkammer, Opfergabenkammer und Vorkammer. Die Hauptkammer enthält zwei Liegen, direkt gegenüber dem Eingang eine für den König und eine kleinere seitlich rechts für die Königin. Direkt vor der Liege des Königs stand mitten im Raum ein 2 × 2 m großer steinerner Portikus, der mit Steinplatten verschlossen war. Es wird angenommen, dass er eine symbolische Trennung zwischen dem Diesseits und dem Jenseits darstellen sollte. Der Fries ist mit Tierköpfen und Blumen abwechselnd dekoriert. In der Vorkammer und der Opferkammer wurden zahlreiche Grabbeigaben gefunden, darunter auch die Überreste mehrerer Pferde. Ein Teil der Beigaben und Funde wurde in das archäologische bzw. anthropologische Museum in Sofia verbracht. Die Vorkammer war nach außen zu zugemauert. Links und rechts war der Zugang von einer kleinen Mauer flankiert.
Zur Erhaltung des Grabes wurde der Erdhügel komplett abgetragen. Dann wurde daneben eine Glocke aus Beton gegossen und auf Schienen über das Grab gefahren. Anschließend wurde der Erdhügel wieder aufgeschüttet. Nach der Restauration wurde der Portikus nicht wieder an seiner alten Stelle errichtet, sondern an einer Wand außerhalb des Grabes. An der ursprünglichen Position hätte es denn Blick in die Grabkammer verhindert.

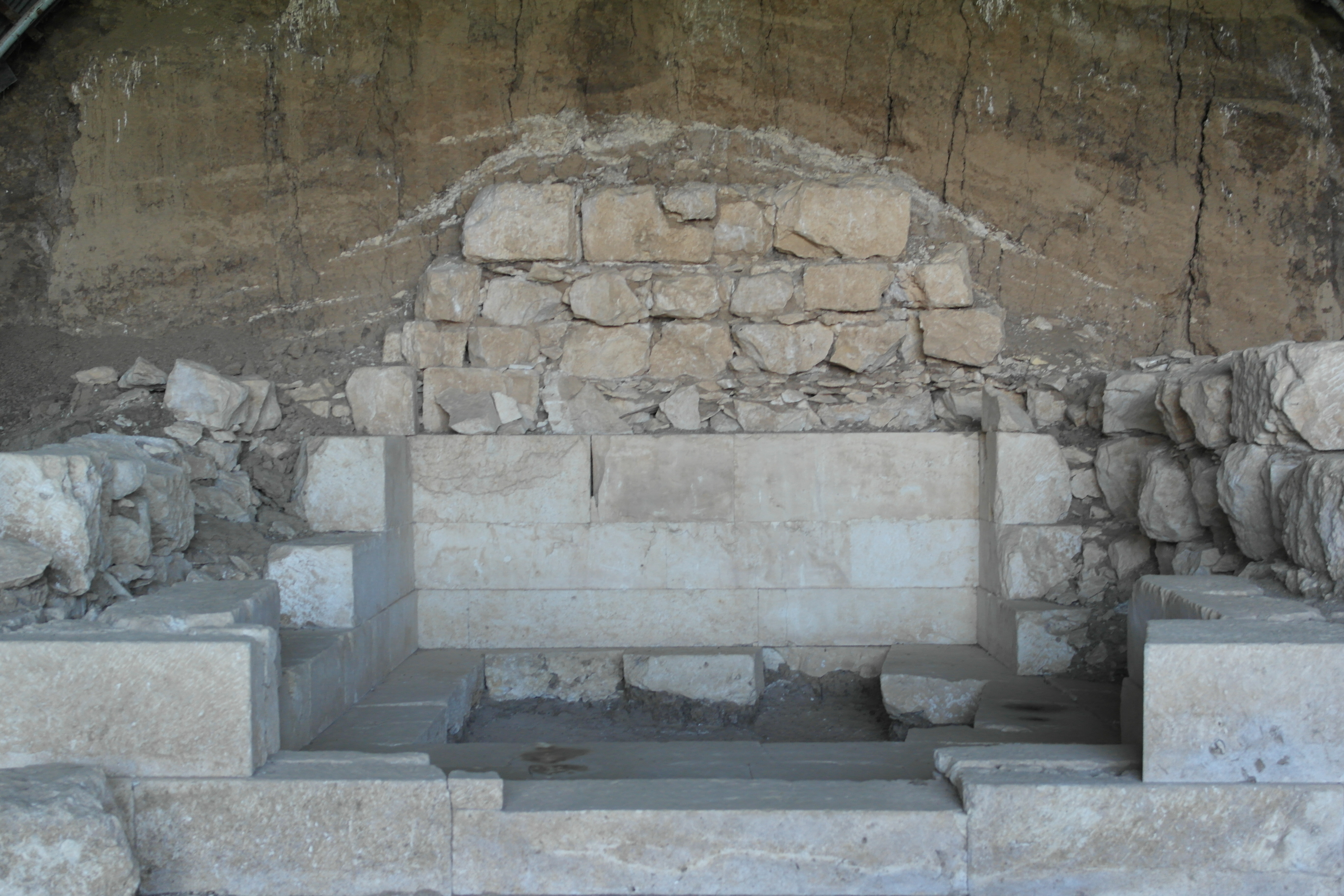
Grab Nr. 2

Neben dem Königsgrab gibt es noch viele weitere Grabhügel. Insgesamt wurden bislang 36 in der näheren Umgebung von Helis gefunden. Davon enthielten vier massive Grüfte wie im Königsgrab. Es konnten bis jetzt lediglich 23 Hügel untersucht werden. Dabei wurden auch Attrappen gefunden, die nichts enthielten. Direkt neben dem Königsgrab sind zwei weitere zugänglich. Sie sind deutlich kleiner und niedriger und haben nur je eine Kammer. Allerdings scheinen sie wiederverwendbar gewesen zu sein, denn sie haben auf Bronze gelagerte, steinerne Schiebetüren. Die Tür des Königsgrabes war lediglich zugemauert. Diese weniger wertvollen Gräber haben heute lediglich ein Wellblechdach zum Schutz gegen die Witterung.
Führungen finden zur vollen Stunde statt, jeweils abwechselnd in englischer und bulgarischer Sprache. Eintritt BGN 10,00. Zur Wahrung der klimatischen Bedingungen in der Kammer ist das Grab zwei Tage in der Woche (mindestens 48 Stunden am Stück) geschlossen. Leider sind eigene Fotos im Inneren nicht erlaubt.